# 126-та піхотна дивізія (Третій Рейх)
126-та піхотна дивізія (Третій Рейх) (нім. 126. Infanterie-Division) — піхотна дивізія Вермахту за часів Другої світової війни.

## Історія
126-та піхотна дивізія була сформована 18 жовтня 1940 на території VI військового округу (нім. Wehrkreis VI) на фондах частин 11-ї, 16-ї та 253-ї піхотних дивізій.

## Райони бойових дій
- Німеччина (Східна Пруссія) (жовтень 1940 — червень 1941);
- СРСР (північний напрямок) (червень 1941 — жовтень 1944);
- Курляндський котел (жовтень 1944 — квітень 1945).

## Командування

### Командири
- генерал-майор, з 1 січня 1941 генерал-лейтенант Пауль Лаукс (нім. Paul Laux) (18 жовтня 1940 — 10 жовтня 1942);
- генерал-лейтенант Гаррі Гоппе (нім. Harry Hoppe) (10 жовтня 1942 — 30 квітня 1943);
- генерал-лейтенант Фрідріх Гофманн (нім. Friedrich Hofmann) (30 квітня — 8 липня 1943);
- генерал-лейтенант Гаррі Гоппе (8 липня — 7 листопада 1943);
- оберст, з 1 березня 1944 генерал-майор, з 1 вересня 1944 генерал-лейтенант Готтард Фішер (нім. Gotthard Fischer) (7 листопада 1943 — 5 січня 1945);
- оберст, з 30 січня 1945 генерал-майор Курт Гелінг (нім. Kurt Hähling) (5 січня — 8 травня 1945).

## Нагороджені дивізії
Нагороджені дивізії
|  | Кавалери Нагрудного знаку ближнього бою в золоті                                                           | 7 |
|  | Кавалери Золотого Німецького Хреста                                                                        | 91 |
|  | Кавалери Срібного Німецького Хреста                                                                        | 1 |
|  | Кавалери Лицарського хреста Залізного хреста з Дубовим листям                                              | 4 (№ 165 обер-лейтенант Йозеф Бремм — 23.12.1942 № 454 гауптман Генріх Гогребе — 14.04.1944 № 556 оберст Рудольф Вульф — 19.08.1944 № 641 майор Клаус Гільгеманн — 29.10.1944) |
|  | Кавалери Лицарського хреста Залізного хреста                                                               | 47 |
|  | Кавалери Почесної відзнаки сухопутних військ «Почесна застібка на орденську стрічку для Сухопутних військ» | 36 |

- Нагороджені Сертифікатом Пошани Головнокомандувача Сухопутних військ (6)